# Patricia Sarrapio
Patricia Sarrapio (* 16. November 1982 in Madrid) ist eine spanische Dreispringerin.

## Sportliche Laufbahn
Erste internationale Erfahrungen sammelte Patricia Sarrapio bei den Juniorenweltmeisterschaften 2000 in Santiago de Chile, bei denen sie mit 12,66 m in der Qualifikation ausschied. Im Jahr darauf belegte sie bei den Junioreneuropameisterschaften in Grosseto mit 13,15 m den achten Platz, wie auch bei den Mittelmeerspielen 2005 in Almería mit 13,53 m. 2006 siegte sie mit einer Weite von 13,82 m bei den Ibero-amerikanischen Meisterschaften in Ponce und qualifizierte sich damit für die Europameisterschaften in Göteborg, bei denen sie sich aber mit 13,57 m nicht für das Finale qualifizieren konnte. Auch bei den Halleneuropameisterschaften in Birmingham im darauffolgenden Jahr reichten 13,73 m nicht für den Finaleinzug. Anschließend wurde sie bei der Sommer-Universiade in Bangkok mit einem Sprung auf 13,81 m Sechste und nahm daraufhin erstmals an den Weltmeisterschaften in Osaka teil, bei denen sie mit 13,55 m in der Qualifikation ausschied. 2008 und 2009 folgte jeweils das Vorrundenaus bei den Hallenweltmeisterschaften im heimischen Valencia und den Halleneuropameisterschaften in Turin.
2010 gewann sie bei der Ibero-amerikanischen Meisterschaften in San Fernando mit 14,10 m die Bronzemedaille hinter der Kubanerin Yargelis Savigne und Caterine Ibargüen aus Kolumbien. Damit qualifizierte sie sich erneut für die Europameisterschaften in Barcelona, bei denen sie mit 13,21 m in der ersten Runde ausschied, wie auch 2011 bei den Halleneuropameisterschaften in Paris mit 13,98 m und den Weltmeisterschaften in Daegu mit 13,12 m. 2012 gelang ihr bei den Hallenweltmeisterschaften in Istanbul kein gültiger Versuch und bei den Europameisterschaften in Helsinki und den Olympischen Spielen in London konnte sie sich mit 13,64 m nicht für das Finale qualifizieren. Im Jahr darauf belegte sie bei den Halleneuropameisterschaften in Göteborg mit neuer Bestleistung von 14,07 m den fünften Platz. Bei den Europameisterschaften 2014 in Zürich folgte das erneute Aus in der Qualifikation mit einer Weite von 13,41 m, wie auch bei den Halleneuropameisterschaften in Prag im Winter darauf mit 13,47 m.
2016 nahm sie ein weiteres Mal an den Europameisterschaften in Amsterdam und den Olympischen Spielen in Rio de Janeiro teil, erreichte mit 13,35 m aber erneut nicht das Finale. 2018 wurde sie bei den Mittelmeerspielen in Tarragona mit 13,85 m Vierte und schied bei den Europameisterschaften in Berlin mit 13,87 m ein weiteres Mal in der Qualifikation aus, wie auch bei den Halleneuropameisterschaften in Glasgow im Jahr darauf mit 13,67 m. Im selben Jahr nahm sie auch an den Weltmeisterschaften in Doha teil, bei denen sie mit 13,58 m aber nicht bis in das Finale gelangte. 
Von 2011 bis 2013 sowie 2016 wurde Sarrapio Spanische Meisterin im Dreisprung im Freien sowie 2008 und 2009, 2013, 2015 und 2019 auch in der Halle.

## Persönliche Bestleistungen
- Dreisprung: 14,27 m (+1,6 m/s), 13. Juli 2019 in Valencia
  - Halle: 14,07 m, 3. März 2013 in Göteborg